# Bertholet Flémal
Bertholet Flémal, parfois écrit Flemalle ou Flamael, né en 1614 à Liège, où il meurt en 1675, est un peintre liégeois d'histoire, de mythologie et de portrait.
Brillant élève de Gérard Douffet, il se perfectionne en Italie et à Paris. Son succès est grand dès le milieu du siècle et sa clientèle compte les nombreux établissements religieux liégeois. Il est nommé peintre attitré du prince-évêque Maximilien-Henri de Bavière. On note deux œuvres remarquables qu'il réalisa : la Déploration du Christ mort (Karlsruhe), et l'Invention de la Sainte Croix (1674, Liège, église Sainte-Croix). Il va constituer l'élan de la mouvance liégeoise vers le classicisme.

## Biographie
Bertholet Flémal est né le 26 mai 1614, ainé d'une famille de quatre frères auxquels Renier Flémalle a prodigué une éducation artistique centrée sur la musique et la peinture. Après l'enseignement de base du peintre Henri Trippet, il se perfectionne dans l'atelier de Gérard Douffet vers 1630. Douffet va exercé auprès de son nouveau disciple une influence majeure.
Vers 1638, il entame à son tour un séjour de plusieurs années à Rome ; caractéristique quasi constante chez les peintres de la mouvance liégeoise du XVIIe siècle. Durant le retour il s'installe à Florence et peint plusieurs tableaux pour Ferdinand II. De cette période italienne, on conserve peu de traces. Cependant un Christ avec les Apôtres aurait été composé pour le palais Corsini. 
Avant son retour à la principauté de Liège, il séjourne à Paris où il est chargé par le chancelier de France d'agrémenter une des galeries de Versailles avec une Adoration des mages, tableau disparu à la Révolution. Il exécute aussi, vers 1646, pour l'hôtel Lambert, un Sacrifice d'Iphigénie imprégné de classicisme français.
Il manifeste également certaines aptitudes pour le mobilier religieux et l'architecture au point de concevoir sa demeure. Aucun des édifices religieux attribués à Flémal ne subsistent.
Après 1660, le peintre va montrer davantage de pondération et de simplicité dans ses compositions.
C'est en 1670 qu'il se rend pour la seconde fois à Paris pour honorer une commande royale : le plafond - détruit au XIXe siècle - de la chambre d'audience de Louis XIV au palais des Tuileries - et pour enseigner au sein d'une académie royale. Selon Jacques Thuillier, ce privilège montre la stratégie diplomatique du roi pour amadouer Maximilien-Henri de Bavière par le biais de son peintre favori. Au cours de cette même année il reçoit une prébende de chanoine à la collégiale Saint-Paul de Liège. Entre 1670 et 1675, il exécute Les Mystères de l'Ancien et du Nouveau Testament, jadis au couvent des Grands Augustins de Toulouse, et aujourd'hui au Musée du Louvre.
En 1674, il livre l'Invention de la Sainte Croix (Liège, ancienne collégiale Sainte-Croix), majestueuse et sévère. Il meurt en 1675.
Flémal était d'un caractère gai, d'humeur facile et avait le sens de la repartie. Son goût prononcé pour l'habillement le porta à passer commande à Paris. Il eut pour élèves d'autres grands protagonistes de la filière liégeoise : Gérard de Lairesse, Jean-Guillaume Carlier, Englebert Fisen et vraisemblablement Louis Counet.

## Style
Sa production du milieu du XVIIe siècle est parfois archaïque (Crucifixion de 1649, Liège, ancienne collégiale Saint-Jean), tendue et vigoureuse (le Châtiment d'Héliodore, la Mort de Pyrrhus, Bruxelles). Bien que son goût pour l'antiquité et l'architecture le classe parmi les peintres poussinesques, on distingue parfois des lacunes dans les proportions. En général sa palette est chaude et d'un spectre plutôt large. La Dispute du Saint-Sacrement (Herve, église Saint-Jean-Baptiste) et le Portrait dit de Gérard Douffet, de son épouse et de Bertholet Flémal (Overijse, collection privée) sont les plus beaux exemples de cette période ; ils sont datables de la fin des années 1650 ou du début des années 1660. Ensuite son œuvre va s'engager dans la sobriété.
Sa composition s'éclaircit par la diminution des figurants. Une palette plus froide fait place aux tons chauds précédemment empruntés. À ce propos, Claude Lapy-Bosson résume bien Flémal :
« Amorcée vers 1665 dans l'"Adoration des bergers" (Caen) et la Déploration du Christ mort (Orléans), exécutée avant 1668, cette recherche d'une plus grande rigueur atteint son apogée dans deux chefs-d'œuvre : la "Déploration du Christ mort" (Karlsruhe), remarquable de simplicité et d'émotion contenue, et l'Invention de la Sainte Croix (Liège, égl. Ste-Croix) de 1674, peinture d'une majesté sévère, adoucie par l'extrême raffinement des coloris froids. Nourrie d'influences multiples - la Renaissance, la peinture romaine du XVIIe siècle, les peintres de l'entourage de Poussin à Rome et la peinture française -, l'œuvre de Flémal engage la peinture liégeoise dans la voie du classicisme. Ses fils, Renier II, Guillaume et Henri, furent peintres également. »

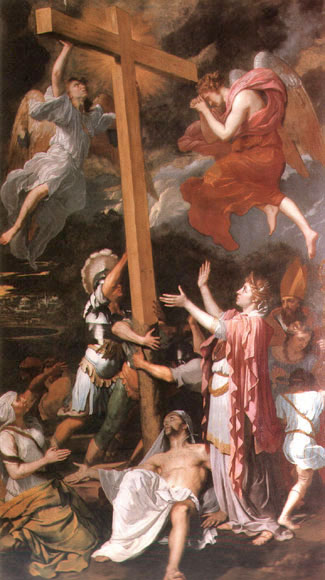
L'Invention de la sainte Croix (1674)
Huile sur toile, 340 × 198 cm
Collégiale Sainte-Croix, Liège

D'une manière plus générale Jules Helbig qualifie Flémal en ces termes :
« ...Bertholet Flémalle avait le travail remarquablement facile ; son pinceau a été extrêmement productif... Bertholet était dessinateur correct et compositeur savant. Par la nature de son talent, il semble appartenir à l'École française. D'une couleur vraie, d'un sentiment contenu et souvent distingué, ses travaux pêchent plutôt par une certaine froideur que par des exagérations ou des imperfections marquées. Il fut, après Lairesse et Englebert Fisen, le plus fécond des artistes de l'ancien pays de Liège. ... »
— Jules Helbig, La peinture au pays de Liège et sur les bords de la Meuse. Liège, Imprimerie liégeoise Henri Poncelet, 1903

## Œuvres
En Allemagne

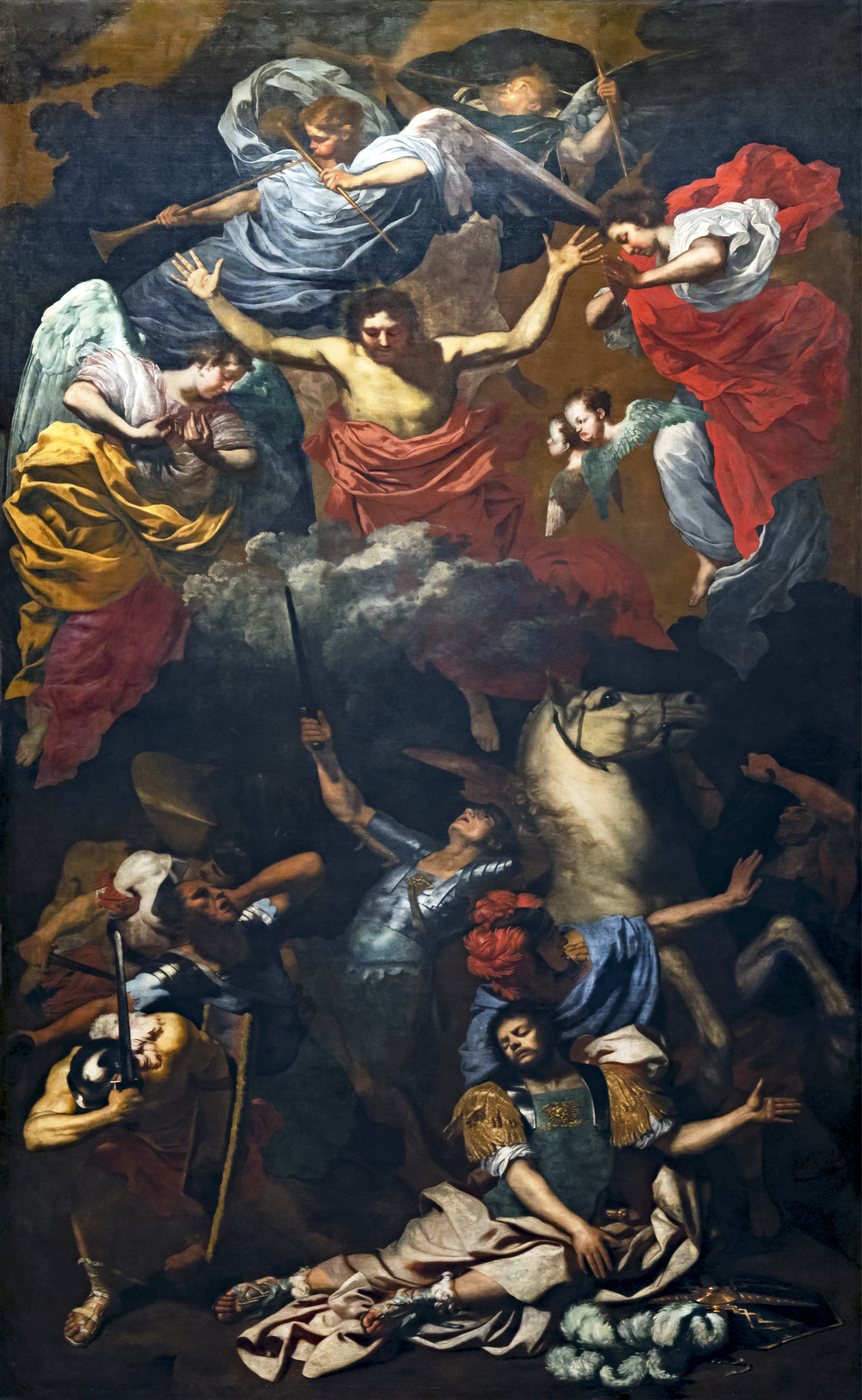
La Conversion de saint Paul, Musée des Augustins, Toulouse.

- La Déploration du Christ mort, Karlsruhe.
- Les Adieux d'Alexandre, Kassel.

En Belgique

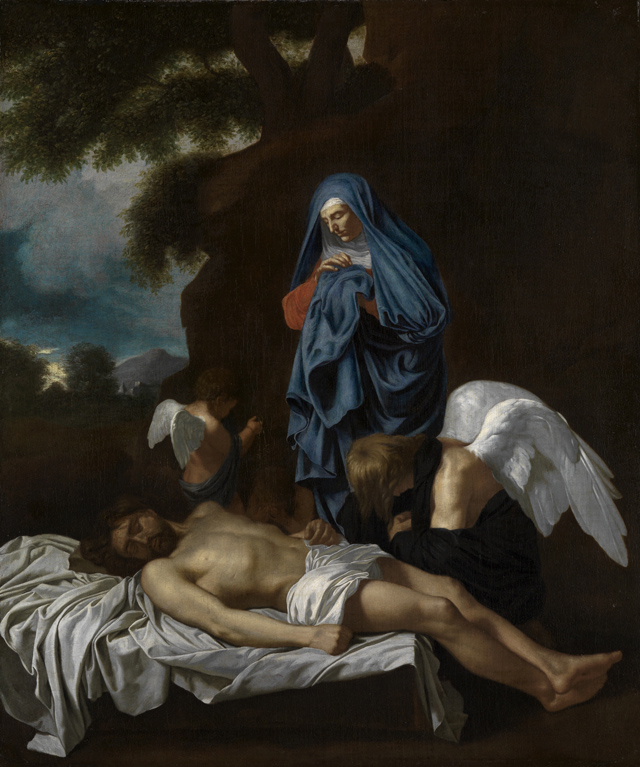
Marie avec le Christ Mort et les anges plaintifs (1660)
73,5 × 62 cm
Staatliche Kunsthalle Karlsruhe

- Héliodore chassé du temple (1650-1660), huile sur toile, 146 × 174 cm[5], Musées royaux des beaux-arts de Belgique, Bruxelles.
- La Mort de Pyrrhus, Bruxelles.
- La Dispute du Saint-Sacrement, à l'église Saint-Jean-Baptiste, Herve.
- 1649 : Crucifixion, dans l'ancienne collégiale Saint-Jean, Liège.
- 1665 : Autoportrait, au Musée des beaux-arts, Liège.
- L'Invention de la sainte Croix, ancienne collégiale Sainte-Croix, Liège.
- Saint Roch intercédant auprès de la Vierge pour les pestiférés, église Sainte-Véronique, Liège
- Portrait dit de Gérard Douffet, de son épouse et de Bertholet Flémal, collection privée, Overijse.
- L'adoration des bergers, collection privée.

En France
- L'Adoration des bergers, Caen.
- La Déploration du Christ mort, Orléans.
- Les Mystères de l'Ancien et du Nouveau Testament, Musée du Louvre, Paris.
- Le Sacrifice d'Iphigénie, Musée du Louvre, Paris.
- La Conversion de saint Paul, Musée des Augustins, Toulouse.
- Débora ordonnant la guerre contre les Cananéens, Musée des Beaux-Arts de Tours

Au Royaume-Uni
- La fuite de Clélie, Liverpool.

## Fortune critique
M. Dartois, ciseleur de la cité, qui mourut en 1849, le décrivait ainsi dans ses notes:
« Bertholet de Flémalle, peintre d'un talent très-distingué, est né à Liège, rue des Tourneurs; Flémalle est une épithète qu'on lui a donné. Il a été appelé en France par Louis XIV qui l'a beaucoup employé; il était professeur de l'Académie royale de peinture et de sculpture de Paris (de S'-Luc). Les Français en 1794 ont emporté ses meilleurs ouvrages, entre autres le tableau du maître-autel de l'église collégiale S'-Paul, qui représente la Conversion de St-Paul : ils ont aussi pris celui du maître-autel des Dominicains, représentant l'Assomption de la Vierge ; ce tâbleau, d'une très-grande dimension, avait été peint par lui et par Carlier, son élève; c'est un chef-d'œuvre d'un très-rare 
mérite. Il nous reste de Bertholet deux tableaux représentant l'Exaltation de la Croix; l'un se trouve dans l'église paroissiale Sainte-Croix, l'autre dans celle de Saint-Barlhélemi. Il y a à Saint-Paul plusieurs tableaux de ce peintre, entre autres un représentant Saint-Charles Borromée priant Dieu pour qu'il fasse cesser la peste qui accablait ses diocésains, et un Crucifiement à Saint-Jean-Evangéliste. Ces deux tableaux nous ont été restitués en 1815 par les Français. Il y avait à S'-Paul, dans un petit autel, une assomption; sans avoir égard à son mérite, on l'a fait déguerpir pour y installer un Saint-Roch.
Ce peintre a beaucoup étudié l'antique et les costumes ; il dessinait bien; ses compositions sont belles; sa manière de draper ses figures est noble et d'un beau choix. On a vendu ses tableaux sous le nom des plus célèbres peintres d'Italie, tels que Paul Véronèse, le Guerchin, etc. Maximilien, prince- 
évôque de Liège, pour récompenser ses talents, le fit chanoine de Saint-Paul. Il est mort, empoisonné par la Brinvillier, l'an 1676. »

## École liégeoise de peinture
L'École liégeoise de peinture est une filière de peintres du XVIIe siècle qui a vu le jour dans la Principauté de Liège et qui s'est distancée du bouillonnement baroque sous l'impulsion de Gérard Douffet. La production, dans la foulée de la Contre-Réforme est axée sur la peinture religieuse et de portrait. Les œuvres témoignent davantage du classicisme de Nicolas Poussin et du naturalisme du Caravage que de la grandiloquence du rubenisme.